# 33012 Eddieirizarry
33012 Eddieirizarry è un asteroide della fascia principale. Scoperto nel 1997, presenta un'orbita caratterizzata da un semiasse maggiore pari a 3,2117806 au e da un'eccentricità di 0,1017724, inclinata di 1,57772° rispetto all'eclittica.
L'asteroide è dedicato all'astronomo Eddie Irizarry.